# Lea Michele
Lea Michele Sarfati (født 29. august 1986) er en amerikansk skuespiller og sangerinde. Hun er kendt som Rachel Berry i serien Glee, og har også været med i filmen New Years Eve fra 2011.
Michele begyndte at arbejde professionelt som barneskuespiller på Broadway i produktioner som Les Misérables, Ragtime , og Fiddler on the Roof. I 2006 fik hun rollen som Wendla i Broadway-musicalen Spring Awakening.

## Tidlige liv
Michele blev født i Bronx, New York City. Hun er den eneste datter af Edith, en sygeplejerske, og Marc Sarfati, ejer af en delikatesse-butik.  Hendes mor er italiensk-amerikansk og romersk-katolske , mens hendes far er en spansk jøde.  Michele blev opdraget katolsk, og har udtalt, at hendes far "med glæde" går i kirke med hende og hendes mor.  Hun voksede op i Tenafly, New Jersey. Hun gik på Rockland Country Day School  og derefter Tenafly High School . 
Michele blev undervist hjemme et år, mens hun arbejdede i Toronto i musicalen Ragtime. Hun gik desuden på Stagedoor Manor i Catskills , et center for teater-træning.  Hun var så senere optaget på Tisch School of the Arts på New York University, men valgte i stedet at fortsætte med at arbejde professionelt på scenen. 
Michele valgte sit kunstnernavn i en tidlig alder, da hun til sin første audition sagde, at hendes navn var "Lea Michele", og hun har brugt det lige siden. Hun har udtalt, at hun ændrede det, fordi hun blev drillet med udtalen af hendes efternavn. 

## Karriere

### Teaterroller
Hun fik sin Broadway-debut i 1995, som en erstatning i rollen som unge Cosette i Les Misérables .  Dette blev efterfulgt af rollen som Tatehs datter, den lille pige, i den original Broadwayopsætning af musicalen Ragtime i 1998 .  I 2004 (under hendes senior år i High School), spillede Michele Shprintze i Broadway genopsætningen af den musikalske Fiddler-on-the-Roof.  Hun sang også om Broadway genopsætningen af Fiddler on the Roof i 2004 .
Hun spillede rollen Wendla i Steven Sater og Duncan Sheiks musikalske version af Spring Awakening, i begyndelsen på forskellige workshops og Off-Broadway, og til sidst endelig som den oprindelige rolle i Broadway-produktionen i 2006 i en alder af 20.  Samtidig med at showet blev vist på Broadway, blev hun tilbudt rollen som Eponine i Broadway genopsætningen af Les Misérables.  Hun valgte at blive hos Spring Awakening , som debuterede på Broadway i december 2006. Hun blev nomineret til en Drama Desk Award for sin præstation i Spring Awakening i kategorien Outstanding Actress in a Musical. 
Den 18. maj 2008 forlod Michele Spring Awakening med sin medskuespiller Jonathan Groff, hvor de blev begge erstattet den næste dag ved Micheles dubleant Alexandra Socha og den nytilkomne Kyle Riabko. Hun var med i en højtlæsning af Sheik og Saters nye musical, Nero, i juli 2008 på Vassar College. Hun skildrede Eponine i Hollywood Bowl's Les Misérables koncert i august 2008.

### Film, fjernsyn, debutalbum og andet arbejde
Michele er medvirkende i FOX' tv-serie Glee, hvor hun spiller den nu gradueret stjernesanger, Rachel Berry. Hun har vundet en Screen Actors Guild Award for en fremragende ensemble ydeevne , og i 2009 en Satellite Award for bedste skuespillerinde.  Michele modtog People's Choice Award for bedste kvindelige hovedrolle i en komedie i 2012.  Hun har også modtaget nomineringer til en Emmy Award,  to nomineringer til en Golden Globe Award, og Teen Choice Award.  I december 2010 modtog Lea Michele Billboards allerførste Triple Threat Award.  Flere af hendes solo covers har nået top 40 på den amerikanske Billboard Hot 100, herunder "Gives You Hell" af The All-American Rejects , "The Only Exception" af Paramore, "Firework" af Katy Perry, "Without You" af David Guetta feat . Usher, og den originale sang "Get It Right". Michele er den foretrukne forsanger i 14 af de 25 bedste sælgende Glee sange i februar 2012. Også i februar 2012, har over 70 sange med Michele som forsanger nåede Billboard hitlisterne, mere end nogen anden medlem af Glee. 
Michele var medtaget i Time Magazine's 2010-liste over de 100 mest indflydelsesrige mennesker i verden .  FHM gav hende en 7. plads i 2010's liste over de mest sexede kvinder.  Michele blev kaldt kåret i People Magazine's liste over bedst klædte i 2010, som "The Newbie " , og hun blev kåret til "2010 Most Stylish Star" af E! Online .  Hun blev rangeret som nummer 28 på Maxim 2011 Hot 100. 
Hun var nummer 10 på AfterEllens hot 100-liste for 2011.  Michele rangerede som nummer 14 på 2012's Maxim Hot 100.  Women's Health Magazine placerede Lea Michele som den 3. bedste sommerkrop i 2012. 
I 2010 sluttede Michele sig til staben bag den animerede film Dorothy of Oz, , hvor hun lægger stemme til hovedrollen som Dorothy Gale.  Hun havde en en rolle i Garry Marshall's romantiske komedie New Years Eve, som blev udgivet i 2011. 
Før Super Bowl XLV, den 6. februar 2011 optrådte hun med sangen "America the Beautiful" med Air Force's ensemble Tops In Blue. 
Candie's har annonceret i 2012, at Lea bliver den nye talsmand for deres tøj/fodtøj mærke. 
Den 18. september 2012 blev det meddelt, at Lea skulle arbejde på sit første soloalbum. Hun begyndte indspilningen til albummet snart efter den 1. oktober 2012. Hun har udtalt, at det er i øjeblikket en "temmelig langsom proces«, men hun ønsker, at albummet at være mere pop og rock end Broadway-stilen. 

## Velgørende arbejde
Michele er aktiv i velgørende organisationer for homoseksuelles rettigheder og dyrs rettigheder. I 2008 var Michele en del af en PETA-annoncekampagne "Buck Cruelty! Say No to Horse-Drawn Carriage Rides". I april 2010 dukkede Michele op i en PSA for PETA for at tale imod pels tøj.  I september 2010 blev Michele hædret af PETA for hendes arbejde for dyr. 
For at støtte de homoseksuelles rettigheder, performede Michele på Human Rights Campaign's middag i november 2009.  I samme måned Michele og Jonathan Groff for True Colors Cabaret, en fundraiser til støtte for bøsse, lesbisk, biseksuel og transseksuelles ligestillingsrettigheder. 
I 2008 udførte Michele en støttekoncert, "Alive in the World",  for at hjælpe Twin Towers Orphan Fund. Michele har også været aktiv med Broadway Cares/Equity Fights AIDS . For Broadway Cares , har Michele deltaget i Broadway Barks, Broadway Bares, The Easter Bonnet Competition og The Flea Market og Grand Auction. 
I oktober 2010 udførte Michele en støttekoncert for The Painted Turtle. Koncerten fejrede 35-årsdagen af The Rocky Horror Picture Show, med Michele spiller hovedrollen som Janet Weiss til støtte for The Painted Turtle.  I februar 2011 optrådte hun for Grammy Award's MusiCares Benefit i Los Angeles CA. 
I april 2012 performede Michele for The Jonsson Cancer Center Foundation (JCCF) på UCLA til den 17. årlige signatur fundraiser, Smag for en kur, med Glee kollegaen Darren Criss. 
I juli 2012 donerede Michele en underskrevet håndaftryk til Valspar Hands for Habitat, som derefter blev bortauktioneres på en velgørenhedsauktion. Pengene fra auktionen blev givet til Habitat for Humanity's katastrofeberedskab programmer, som giver øjeblikkelig og langsigtet indsats og løsninger til naturkatastrofer såsom de seneste tornadoer i Midtvesten og det sydøstlige som beskadigede og ødelagde hjem. I en erklæring, sagde hun:
| Citat | Jeg er beæret over at være partner med Valspar Paint og Habitat for Humanity der hjælpe med at støtte dem, der har brug for vores støtte efter naturkatastrofer for at hjælpe på vejen til genopretning. | Citat |
|       | |       |

Lea sagde desuden at: 
| Citat | "Alle fortjener et sikkert og trygt sted at bo, og det er en fantastisk følelse at vide, at gennem Valspar Hands for Habitat, bringer vi håb og trøst til familier i nød. | Citat |
|       | |       |

## Privatliv
I februar 2012 rapporterede medierne, at Cory Monteith og Michele var begyndt at date. De blev sammen indtil hans død i juli 2013.
Den 28. april 2018 annoncerede Michele sin forlovelse med Zandy Reich. De blev gift den 9. marts 2019 i Napa, Californien. Den 27. april 2020 rapporterede People at de venter deres første barn.

## Film, TV og forestillinger

### Broadway
- Les Misérables som ung Cosette (1995-96)
- Ragtime som den lille pige (1998-99)
- Fiddler on the Roof som Shprintze og Chava (2004-05)
- Spring Awakening som Wendla (2006-08)

### Oplæsning og workshops
- Burt Bacharach og Steven Sater samarbejde (November 2009)[61]
- Nero som Octavia (juli 2008)[62]
- Samson aog Delilah som Delilah[63]
- King som Anisette[63]
- Wuthering Heights som Lucy[63]
- Hot and Sweet som Naleen (September 2006)[64]
- Spring Awakening som Wendla – Roundabout Theatre Company (2000 and June 2001)[65]

### Koncerter og events
- "Broadway Eastern Bonnet" 2004 velgørende præstation som Sphrintze (med skuespillere fra Avenue Q and Fiddler on the Roof)
- Spring Awakening som Wendla – Lincoln Center (Februar 2005)
- Unsung 2007: 'Tis The Season To Be Naughty – Lucille Lortel Theater, New York (December 2007)[66]
- Alive in the World, velgørende koncert – som Phoebe (Januar 2008)[49]
- "Broadway Eastern Bonnet" velgørende performance som Wendla i 2008 (med staben bag Spring Awakening)
- Feinstein's (februar, april og juni 2008)[67]
- Flopz n'cutz Concert med Landon Beard, Joe's Pub (April 2008)[68]
- Les Misérables koncert som Eponine på Hollywood Bowl (August 2008)[63]
- Upright Cabaret (August 2008)[69]
- Broadway Chance Style: Up Close & Personal (September 2008)[70]
- Spring Awakening Holiday Benefit Concert – Joe's Pub (December 2008)[71]
- Human Rights Campaign middag, som performer (November 2009).[46]
- True Colors Benefit med Jonathan Groff (November 2009)[48]
- Glee Live! In Concert! som Rachel Berry; Phoenix, Los Angeles, Chicago, New York City (Maj 2010)
- Glee TV Academy Event at the Music Box, Los Angeles (27. juli 2010)
- Rocky Horror Picture Show 35th Anniversary To Benefit The Painted Turtle, som Janet Weiss, Los Angeles (October 2010)[72]
- Super Bowl XLV – som kunstner ("America the Beautiful") Dallas, Texas (Februar 2011)[73]
- MusiCares Person of the Year, en hyldest til Barbra Streisand, kunstner, Los Angeles (Februar 2011)[52]
- Glee Live! In Concert! som Rachel Berry; 22 byer, 40 shows, 4 lande: USa, Canada, England, Irland (maj–juli 2011)
- The Jonsson Cancer Center Foundation (JCCF) på UCLA, 17. årlige signatur fundraiser, Taste for a Cure. April 2012[53]
- Big Brothers Big Sisters Of Greater Los Angeles 2012 Rising Stars Gala. October 2012 [74]

### Andre projekter
- Ragtime som lille pige, Toronto Centre for the Arts, Toronto, Ontario (1997)
- The Diary of Anne Frank som Anne Frank, Washington, D.C. (2005)[75]
- Spring Awakening som Wendla, Atlantic Theatre Company, off Broadway (maj–august 2006)
- Dove reklamer som talsmand (2010(2010)[76]
- Chevrolet reklamer som Rachel Berry: Glee Super Bowl reklamer (februar 2011)[77]
- Nike workout program som talsmand (2011) [78]
- HP TouchPad raklame (2011)[79]
- Candies som talsmand (2012)[80]
- L'Oreal Paris som talsmand (2012)[81]

### Film
| År   | Titel                            | Rolle                           | Noter              |
| ---- | -------------------------------- | ------------------------------- | ------------------ |
| 1998 | Buster & Chauncey's Silent Night | Stemme for forskellige karakter |                    |
| 2011 | Glee: The 3D Concert Movie       | Rachel Berry/sig selv           | Koncertfilm        |
| 2011 | New Years Eve                    | Elise                           | Filmdebut          |
| 2014 | Legends of Oz: Dorothy's Return  | Dorothy Gale                    | Hovedrolle, stemme |

### Television
| År        | Titel              | Rolle                 | Noter                                                            |
| --------- | ------------------ | --------------------- | ---------------------------------------------------------------- |
| 2000      | Third Watch        | Sammi                 | "Spring Forward Fall Back" (Sæson 1, episode 19)                 |
| 2008      | Around the Block   | Sig selv              | Pilot                                                            |
| 2009–2015 | Glee               | Rachel Berry          | Hovedrolle                                                       |
| 2010      | The Simpsons       | Sarah (stemme)        | "Elementary School Musical" (Season 22, episode 1)               |
| 2011      | The Cleveland Show | Rachel Berry (stemme) | "How Do You Solve a Problem Like Roberta?" (Sæson 2, episode 11) |
| 2012      | The Glee Project   | Sig selv              | Gæstestjerne(Sæson 2, episode 1 "Individuality")                 |